# Albinas Zananavičius

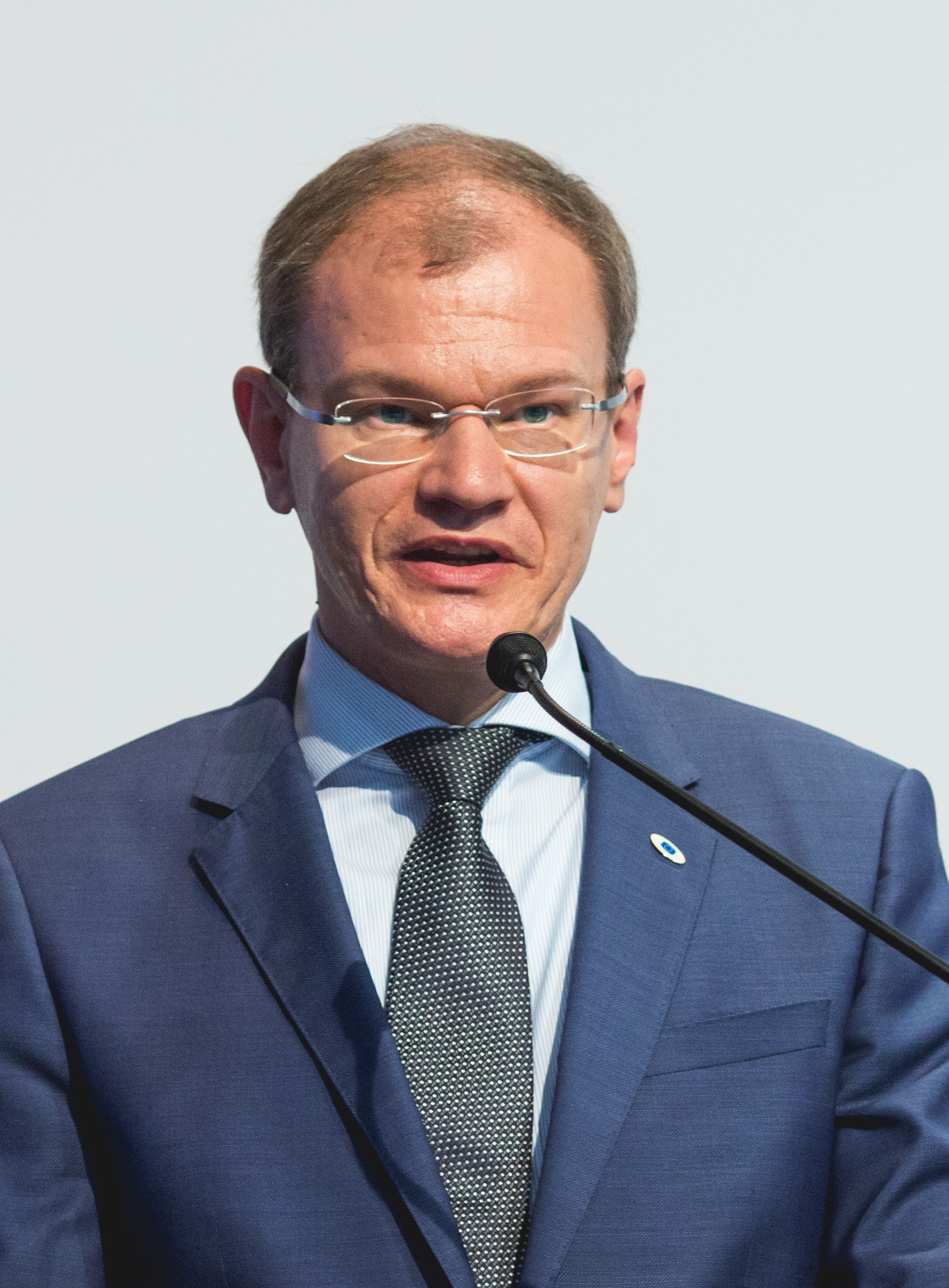
Albinas Zananavičius, 2017

Albinas Zananavičius (* 30. Juni 1971 in Vilnius) ist ein litauischer Diplomat und Politiker, Vizeminister am Energieministerium Litauens.

## Leben
Nach dem Abitur an der Mittelschule Vilnius absolvierte Albinas Zananavičius von 1989 bis 1994 das Diplomstudium der Wirtschaft an der Universität Vilnius in der litauischen Hauptstadt Vilnius. Von 1993 bis 1995 arbeitete er als Konsultant in der Kanzlei der Regierung Litauens und ab 1995 im Außenministerium Litauens. Von 1997 bis 2001 war er Berater in der litauischen Botschaft in Finnland und danach im litauischen Außenministerium. Von 2011 bis 2014 war er Botschafter, Ständiger Vertreter der Republik Litauen bei der Welthandelsorganisation in der Ständigen Vertretung der Republik Litauen beim Büro der Vereinten Nationen und anderen internationalen Organisationen in Genf, Schweiz. Vom 16. Januar 2017 bis Herbst 2020 war er Stellvertreter des Außenministers Linas Linkevičius (im Kabinett Skvernelis), delegiert von der LSDP. Seit Dezember 2020 ist er Stellvertreter des Energieministers Dainius Kreivys (im Kabinett Šimonytė). 
Er spricht Englisch, Polnisch, Französisch und Russisch.
Er ist verheiratet.